# Kalmar KVD 440

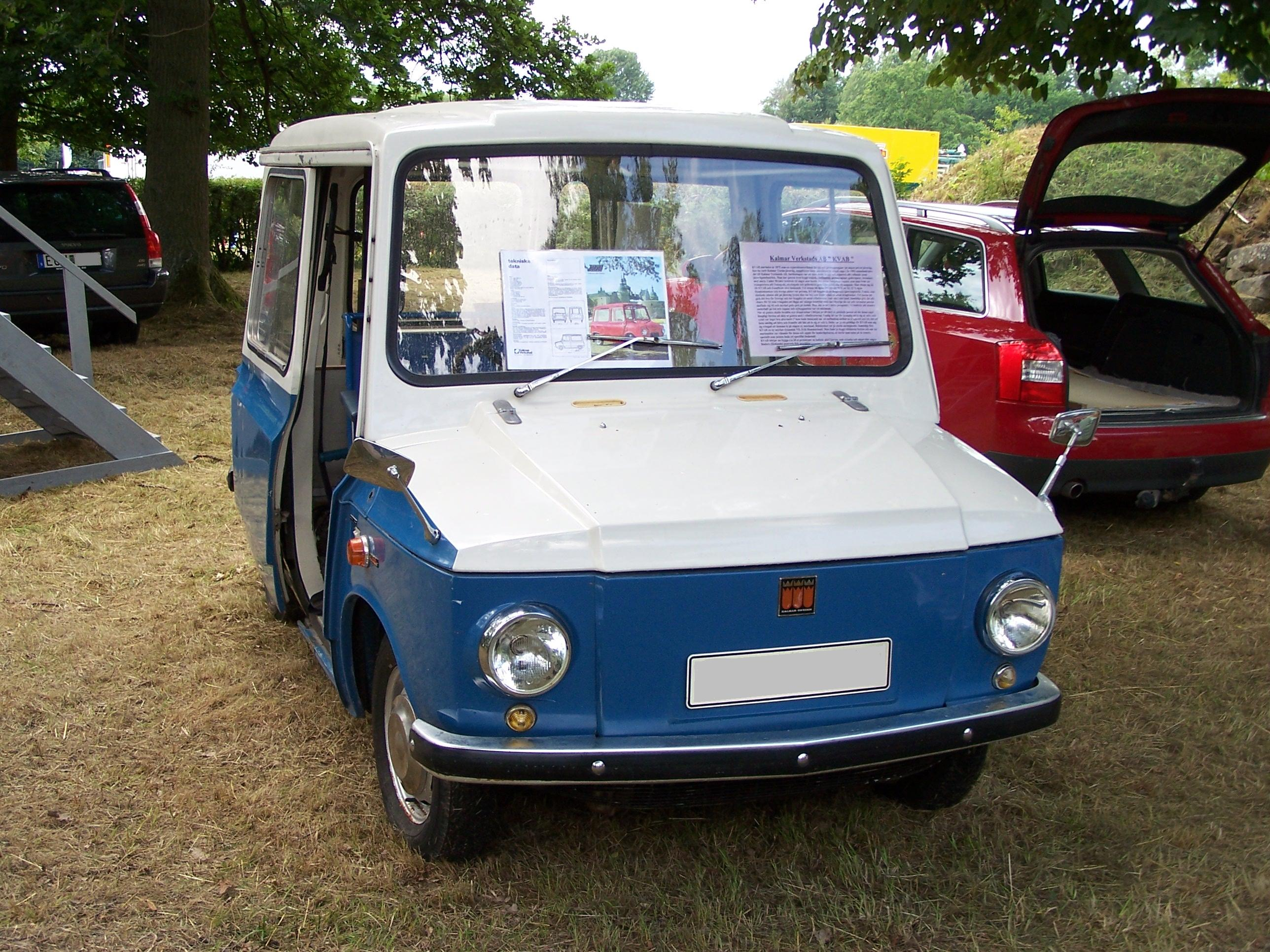
Tot personenwagen omgebouwde postwagen

De Kalmar KVD 440 en KVD 441 (in Nederland vooral bekend als Kalmar-DAF en in Zweden voornamelijk bekend als Tjorven) was een bestelwagen van het Zweedse bedrijf Kalmar Mekaniska Verkstad.
Het werd ontwikkeld in opdracht van de Zweedse posterijen en in 1968 gepresenteerd. Prototypen uit 1964, 1965 en 1966 hadden een DAF 33-motor en Variomatic-transmissie. De productiemodellen werden met DAF 44-techniek gebouwd: op een buizenframe werd een polyester carrosserie met schuifdeuren gemonteerd. Het stuur zat altijd rechts, in verband met de aflevering van post aan brievenbussen. 
Er bestonden plannen om de Tjorven verder te ontwikkelen tot een kleine personenauto, maar zover is het nooit gekomen. Alle Kalmars hadden een luchtgekoelde tweecilinder 850 cc boxermotor, die ook in de DAF 44 werd gebouwd, en een Variomatic-transmissie van DAF. Van de Tjorven werden 2170 stuks gebouwd, waarvan 1195 voor de posterijen, 588 voor verkoop in Zweden en 368 voor de export, waarvan 50 naar Nederland. Er zijn diverse uitvoeringen, ook met 1100 cc motor en elektrisch. De productie werd in 1971 gestaakt.